# Canthon fuscipes
Canthon fuscipes là một loài bọ cánh cứng trong họ Bọ hung (Scarabaeidae).